# リフィニティブ
リフィニティブ（英語: Refinitiv）は、金融情報やリスク管理などのサービスを提供する企業。現在はロンドン証券取引所グループの傘下。

## 沿革
前身はトムソン・ロイターのファイナンシャル&リスク部門で、トムソン・ロイターとブラックストーン・グループ率いるプライベートエクイティ (PE) の間で締結された戦略的パートナーシップ合意に基づき、ファイナンシャル&リスク部門の株式をトムソン・ロイターが45%、ブラックストーン側が55%それぞれ保有し、トムソン・ロイター本体から分離することとなり、2018年10月1日に誕生した。2021年1月にロンドン証券取引所グループが両社からリフィニティブの株式を買収し、同グループの傘下となった。
ファイナンシャル＆リスク部門の日本法人であるトムソン・ロイター・ジャパン株式会社は2019年3月1日に社名をリフィニティブ・ジャパン株式会社に変更した。

## 参照
1. ↑  “Annual Report 2017”. Thomson Reuters. 2018年10月19日閲覧。
2. ↑  “Refinitiv aims to spend to take on Bloomberg” (英語). Financial Times. 2018年10月18日閲覧。
3. ↑  “Thomson Reuters and Blackstone agree to close Financial & Risk transaction on October 1, 2018” (英語). www.thomsonreuters.com. 2019年4月15日閲覧。
4. ↑  “ロンドン証取、リフィニティブの買収完了”.   日本経済新聞 (2021年1月30日). 2021年2月2日閲覧。
5. ↑  “法人名称変更のお知らせ”. www.refinitiv.com. 2019年4月15日閲覧。